# Westraltrachia rotunda
Westraltrachia rotunda är en snäckart som beskrevs av Alan Solem 1984. Westraltrachia rotunda ingår i släktet Westraltrachia och familjen Camaenidae. Inga underarter finns listade i Catalogue of Life.